# Dieter Biewald

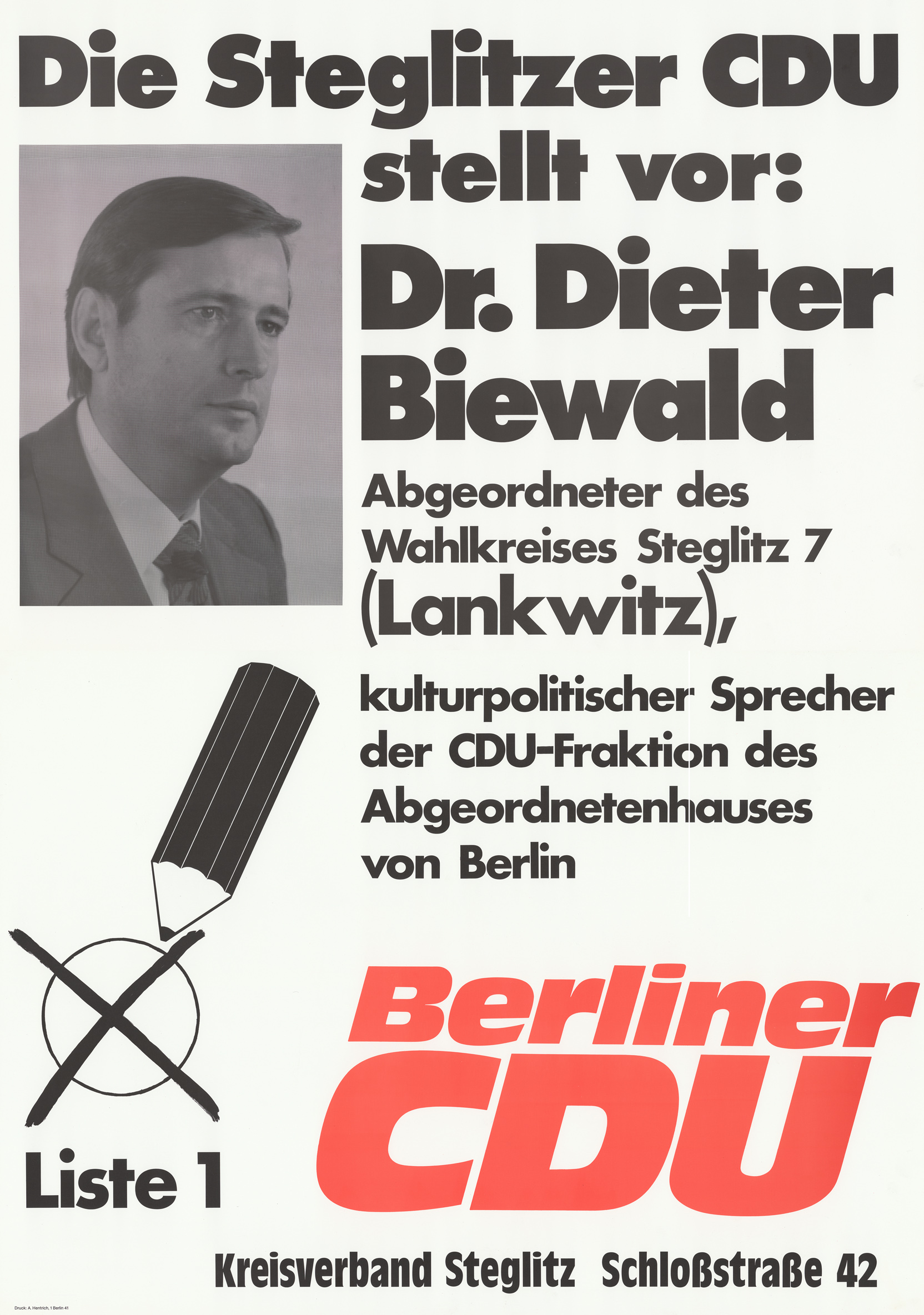
Kandidatenplakat zu den Abgeordnetenhauswahlen in West-Berlin 1979

Dieter Biewald (* 8. Dezember 1932 in Berlin; † 18. Februar 2023 in Berlin) war ein deutscher Politiker (CDU).

## Werdegang

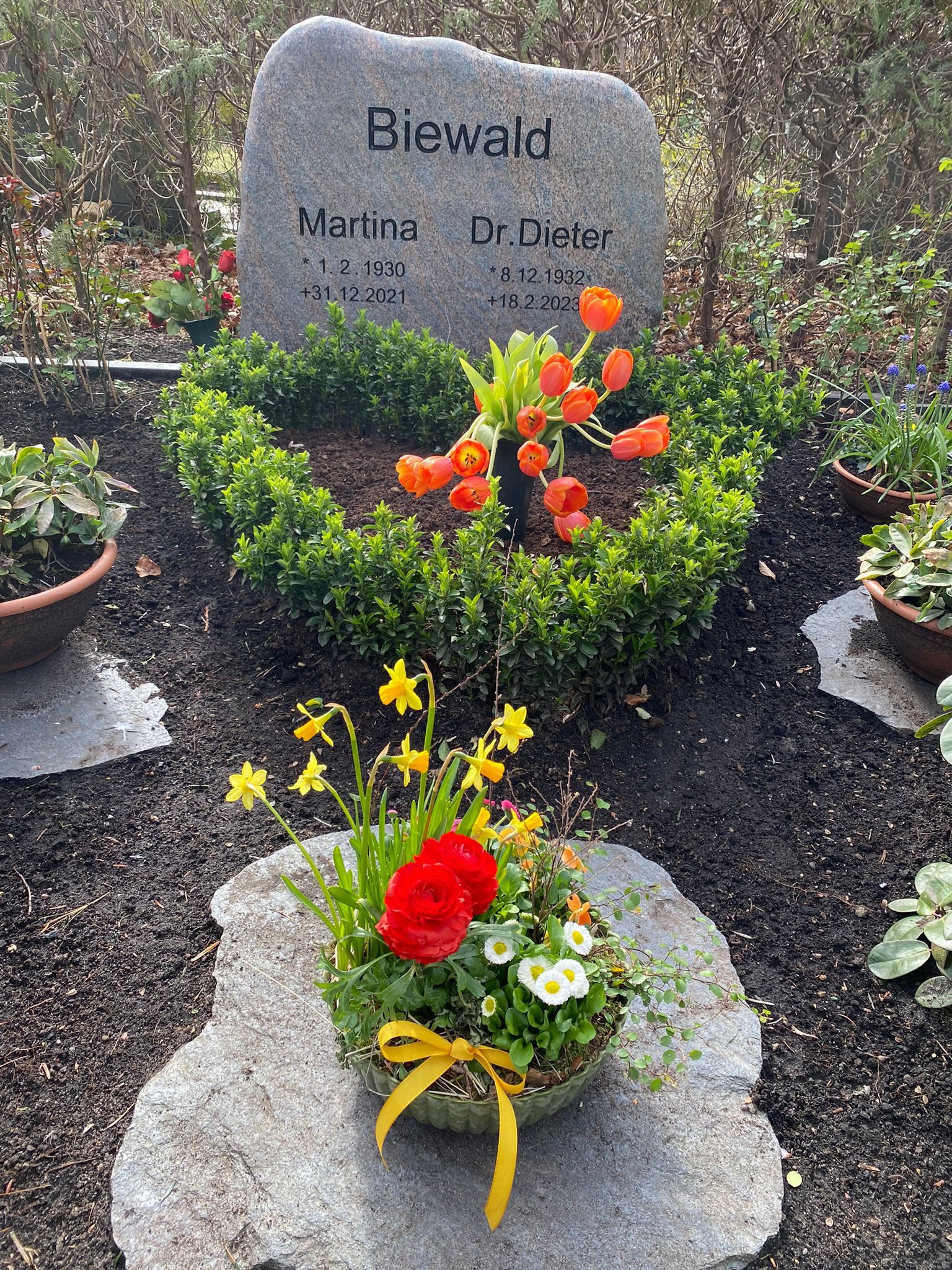
Grabstätte auf dem Friedhof Lankwitz

Biewald besuchte die 7. Oberschule am Hermannplatz, das heutige Albert-Schweitzer-Gymnasium in Berlin-Neukölln. Nach dem Abitur studierte er Chemie und später Geographie an der Freien Universität Berlin (FU Berlin), an der Sorbonne in Paris und am Polytechnikum in Athen. Er machte 1961 sein erstes Staatsexamen für das Lehramt, 1963 seine Assessor-Prüfung, 1967 sein zweites Staatsexamen und er promovierte 1971 über Korallenriffe und Geomorphologie.
Biewald war Assistent an der FU Berlin im Chemischen Institut und im Geomorphologischen Institut, Studienassessor, Lehrer am Gymnasium Steglitz, Studienrat, Studiendirektor und stellvertretender Direktor am Tannenberg-Gymnasium in Berlin-Lichterfelde.
1967 trat Biewald der CDU bei. Er saß von 1973 bis 1999 im Abgeordnetenhaus von Berlin. Er war auch von 1975 bis 1997 Rundfunkrat am SFB, von 1992 bis 1997 Programmausschuss und Vorsitz im Beirat der ARD. Am 3. Dezember 2008 wurde er zum Stadtältesten von Berlin berufen.
Dieter Biewald ruht auf dem Friedhof Lankwitz (Grablage DII-113).

## Auszeichnungen
- seit 1999 Ehrenvorsitzender der CDU Berlin-Lankwitz
- 1982 Bundesverdienstkreuz am Bande
- 1992 Bundesverdienstkreuz 1. Klasse
- 1991 Preußennadel in Gold für die Pflege der Berliner Theaterlandschaft
- 1992 Silberne Medaille für 20-jährige Abgeordnetentätigkeit
- 1995 Bismarck-Medaille für Verdienste um die Wiedervereinigung
- 1997 Hans-Bredow-Medaille für Verdienste um den deutschen Rundfunk
- 2008 Auszeichnung durch Rotary International: Ernennung zum „Paul Harris Fellow“